# Блуза
Блуза (од фр. Blouson Блоусон — „јакна”), женска је лагана одећа од танке тканине у облику кратке кошуље.  Блуза на себи има рукаве, овратник и манжете. Често се затвара дугмићима, али постоје и блузе у облику тунике. Бела блуза саставни је елемент строгог пословног стила. 
Блузе се обично носе у комбинацији са сукњом.
Блуза је често популарна међу радницима и сеоским становницима и одавно је део војне униформе.

## Историја
Блуза као елемент женске одеће појавила се у 19. веку као резултат поделе хаљине на врх (у ствари, блузу) и дно (сукњу).